# 하시리지마촌
하시리지마촌(走島村)은 히로시마현 누마쿠마군에 설치되었던 촌이다. 1942년 7월 1일, 하시리지마촌, 다지리촌, 도모정이 도모정으로 합병(신설 합병)되며 소멸하였다.